# Giorgio Grasso
Giorgio Grasso (Genova, 24 marzo 1963) è un pilota motociclistico italiano, specializzato nell'enduro e che, in carriera, ha ottenuto 2 titoli iridati della specialità.

## Carriera
La vita motociclistica di Giorgio Grasso comincia all'età di 12 anni, in sella a un Moto Guzzi Dingo 50, ma deve aspettare i 14 anni per salire sul Fantic 50 regolarità casa.
L'anno seguente, con i sedici anni, arriva una 125, sempre Fantic e giunge all'italiano Cadetti saltando la prima gara nella lontana Messina.
L'anno seguente, il 1980, è Junior e, alla prima gara con la KTM 125 a Bobbio (PC), si ritira a poco dalla fine quando è primo assoluto.
L'anno seguente, a stagione inoltrata, la KTM è sostituita dalla Gilera, sempre 125, messa a disposizione dalla concessionaria Hobby Motor di Genova, con la quale vince la prima gara di Campionato Italiano Junior a Panicale (PG) e successivamente vince il titolo italiano del 1981, trionfando anche alla successive prova di Alba (CN) ed arrivando secondo alle Sieci (FI). Alla fine dello stesso anno si infortuna ad una spalla durante una gara di motocross a Bavari (GE) e compromette la partecipazione alla Sei Giorni dell'Elba dove avrebbe debuttato sulla primissima Gilera E1 raffreddata ad acqua, moto portata poi all'esordio da Pierfranco "Chicco" Muraglia, che lo sostituì.
Passato Senior, servizio militare e infortuni lo condizionano e in effetti, nel 1982, non ottiene risultati di rilievo, ma comincia a duellare con i campioni del tempo, Andrea Marinoni, Gualtiero Brissoni, Alessandro Gritti e altri.
Nel 1983 si riscatta e si mette in luce, tanto che il Jolly Club lo mette sotto contratto: è l'inizio di un lungo sodalizio che lo terrà legato al manager Franco Mayr fino al 1996 e che frutterà, già nel 1984, il titolo italiano con la Kramit, il primo tra i Senior.
In campo internazionale, alla guida di una Kawasaki, si è imposto nel campionato mondiale di enduro nel 1992 e nel 1993. Altre importanti affermazioni sono state colte alla Valli Bergamasche, classica competizione dell'enduro.
Oltre che nelle competizioni individuali è stato chiamato a far parte della nazionale italiana di enduro per partecipare alla Sei Giorni Internazionale di Enduro e con la squadra junior ha ottenuto la vittoria nel 1986 mentre con quella maggiore ha ottenuto la vittoria nell'edizione del 1995.

### Palmarès
| Stagione | Categoria                            | Classe             | Risultato finale |
| -------- | ------------------------------------ | ------------------ | ---------------- |
| 1981     | Campionato Italiano Junior di Enduro | 125 cc             | 1º               |
| 1986     | Campionato Italiano di Enduro        | 250 cc             | 1º               |
| 1986     | Sei Giorni Internazionale di Enduro  | 250 cm³ e Assoluta | 1º               |
| 1987     | Campionato italiano di enduro        | 250 cc             | 1º               |
| 1988     | Campionato italiano di enduro        | 500 cc             | 1º               |
| 1989     | Campionato italiano di enduro        | 500 cm³ e Assoluta | 1º               |
| 1990     | Campionato italiano di enduro        | 500 cc             | 1º               |
| 1992     | Campionato mondiale di enduro        | 250 cc             | 1º               |
| 1992     | Campionato italiano di enduro        | 250 cm³ e Assoluta | 1º               |
| 1993     | Campionato mondiale di enduro        | 250 cc             | 1º               |
| 1993     | Campionato italiano di enduro        | 250 cc             | 2º               |
| 1994     | Campionato italiano di enduro        | 125 cc             | 1º               |
| 1995     | Sei Giorni Internazionale di Enduro  |                    | 1º               |
| 1996     | Campionato italiano di enduro        | 125 cc             | 2º               |
| 1996     | Campionato mondiale di enduro        | 125 cc             | 3º               |
| 1997     | Campionato italiano di enduro        | 250 cc             | 8º               |
| 1998     | Campionato italiano di enduro        | 400 cm³ 4T         | 3º               |
| 1999     | Campionato italiano di enduro        | 250 cc             | 2º               |
| 2000     | Campionato italiano di enduro        | 250 cc             | 3º               |
| 2001     | Campionato italiano di enduro        | 250 cm³ 4T         | 4º               |
| 2002     | Campionato italiano di enduro        | 250 cm³ 4T         | 2º               |
| 2003     | Campionato italiano di enduro        | 250 cm³ 4T         | 4º               |
| 2004     | Campionato italiano di enduro        | 250 cm³ 4T         | 3º               |